# Adhesiu termofusible

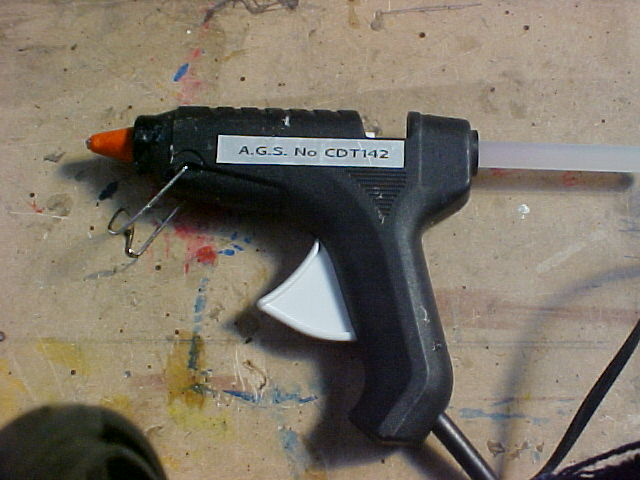
Una pistola carregada amb Cola termofusible

La adhesiu termofusible, també conegut com a cola en calent, cola de polièster o termocola, és un tipus de adhesiu termoplàstic que supleix amb barres sòlides i cilíndriques de diàmetres diversos, dissenyats per fondre a la pistola calenta. La pistola utilitza resistència elèctrica per fondre un extrem de la barra de cola, mateixa que pot ser empesa a través de la pistola per un gallet o directament per l'usuari. La cola que s'esprem pel filtre és prou calenta com per cremar i fer ampolles a la pell. L'adhesiu és viscós mentre està calent i s'endureix al refredar-se, per la qual cosa no és convenient el seu ús en materials sensibles a la temperatura ni en ambients on la temperatura elevada pugui causar que la cola perdi força o es torni a fondre, parcialment o del tot (per exemple a la safata o tablier d'un cotxe). Aquest efecte pot reduir-se usant un adhesiu curable amb radiació ultraviolada, en un procés de curació posterior al refredament.

## Barres d'adhesiu
Les barres de cola són manufacturades en diversos diàmetres per a pistoles de cola diferents. La mida més usat té un diàmetre d'11 mil·límetres (0,43 polzades). Les barres estan disponibles en diverses longituds de gairebé 10 centímetres (3.9 polzades) d'ara endavant; tot i així, les pistoles funcionen amb barres de qualsevol longitud. Les barres més primes de 7 mm (0.28 polzades) són comuns en l'elaboració de manualitats. Algunes barres de doble ús es fonen amb baixes temperatures però poden usar-se en altes temperatures sense degradació.
Per a l'ús domèstic es poden troba poques classes de barres i de vegades són intercanviables. Per a ús industrial estan disponibles moltes classes de barres per a propòsits especials, sent els diàmetres més comuns 12 mm (0.47 polzades), 15 mm (0.59 polzades) i 45 mm (1.8 polzades). Les barres tenen diferents temps d'obertura (el temps de treball per adherir), variant des d'un segon o dos fins uns quants minuts.
Un material comú per a les barres de cola (Ex. El Thermogrip acolorit ambarí clar GS51, GS52 i GS53) és el copolímer de l'acetat de l'etilè-vinil. El contingut del monòmer de l'acetat del vinil és entre 18 i 29 per cent el pes del polímer. Usualment són presents diversos additius com per exemple, resina i cera. Altres matèries primeres poden basar-se en el polietilè, polipropilè, poliamida, o polièster, o en els diversos copolímers.

## Especificacions i ús de la pistola de cola
La pistola aplicadora tèrmica és una màquina que serveix per aferrar tot tipus d'objectes amb adhesiu termofusible. La pistola utilitza una resistència escalfadora per fondre la barreta d'adhesiu termofusible plàstic, que pot ser empesa a través de la pistola per un gallet o directament per l'usuari amb la mà.
De vegades s'anomena cola de silicona i pistola de silicona de manera errònia, potser perquè l'aparença de la cola fred pot recordar a un segellador de silicona. Fins i tot alguns empaquetatges i catàlegs de pistoles i barres de cola termofusible solen utilitzar la paraula silicona, contribuint encara més a la difusió d'ambdós errors. Algunes aplicacions industrials poden contenir goma de silicona com a additiu, però en cap cas és la base de la cola.
Les pistoles de cola venen en versions de baixa i alta temperatura i s'usen depenent del tipus de barres de cola a utilitzar. Les barres de baixa temperatura s'escalfen fins a 120 ° C (248 º F), i són apropiades per a manualitats amb tela, fusta i plàstics, per exemple, mentre que les barres d'alta temperatura requereixen temperatures al voltant de 195 ° C (383 ° F) i resulten en una adhesió més forta. Les pistoles duals tenen un commutador que permet usar dos tipus de barres.
Les característiques de viscositat i duresa de la cola termofusible eviten que es puguin assolir unions amb una capa lleugera com la que seria fàcilment possible amb altres adhesius. Per exemple, una junta de fusta feta correctament amb cola de acetat de polivinil, (conegut també com cola blanc o de fusteria) seria visible únicament per la diferència de la veta en la línia de costura, mentre que usant cola termofusible la unió seria clarament visible i afectaria les dimensions totals.
En materials termoconductors com el metall, les unions s'han de fer ràpidament per evitar que es refredi i s'endureixi fora de lloc, mentre que en materials termoaislantes com la fusta, cal esperar més temps perquè es refredi i s'aconsegueixi una unió resistent. En materials encara més aïllants com el full d'escuma, la cola termofusible pot romandre calenta per molt temps fent el seu ús difícil o fins i tot inadequat.
En el cas de manualitats, els nens només han d'usar aquest tipus de cola sota la supervisió constant d'un adult. Una reacció comuna davant un vessament és el de corregir amb els dits, resultant en molts casos en cremades de la pell. Addicionalment, encara les pistoles més petites poden causar cremades si se li pren per la punta metàl·lica.

## Algunes aplicacions
La cola calenta s'usa per:
- La construcció de bolquers i algunes peces d'un sol ús, on s'utilitza per adherir el material no teixit a altres peces i elàstics.

- Per construir i tancar caixes de cartró i cartró corrugat.

- Manualitats fetes a casa.

- Ensamble de parts en la manufactura d'alguns productes.

- Enganxa puntes de fletxa, permetent posteriorment la retirada de la mateixa (Ex. La recuperació de la punta d'un eix trencat) amb la calor d'una petita flama.

- L'acoblament i la reparació de models d'avions elaborats amb fulla d'escuma o fusta bassa.

- Coixinets de cola per sonar les claus d'instruments musicals de vent com el saxòfon, el clarinet i la flauta.

- Protecció contra vibracions en components electrònics petits.